# Priština
Priština, cũng viết là Pristina (tiếng Serbia: Приштина hoặc Priština, tiếng Albania: Prishtinë hay Prishtina, listenⓘ) là thủ phủ và thành phố lớn nhất của Kosovo, một tỉnh của Serbia đang thuộc sự quản lý của Liên Hợp Quốc từ cuộc Chiến tranh Kosovo năm 1999.
Dân số của thành phố này vào năm 2011 là 198.897. Thành phố này có dân số đa số là người Albani, cùng với một số cộng đồng nhỏ hơn thuộc các dân tộc Serb, Bosnia, Roma và các dân tộc khác. Chính quyền lâm thời của lãnh thổ và Ủy ban Quản lý Lâm thời Liên Hợp Quốc tại Kosovo (UNMIK) đóng trụ sở tại đây. Thành phố này cũng là một trung tâm văn hóa, giáo dục, hành chính của Kosovo. Thành phố có Đại học Priština và một sân bay quốc tế, Sân bay quốc tế Priština.
Dân cư của thành phố này được gọi là Prishtinali hay Prishtinas trong tiếng Albania và Prištinci (Приштинци) hay Prištevci (Приштевци) trong tiếng Serbia.

## Khí hậu
| Dữ liệu khí hậu của Pristina                          | Dữ liệu khí hậu của Pristina | Dữ liệu khí hậu của Pristina | Dữ liệu khí hậu của Pristina | Dữ liệu khí hậu của Pristina | Dữ liệu khí hậu của Pristina | Dữ liệu khí hậu của Pristina | Dữ liệu khí hậu của Pristina | Dữ liệu khí hậu của Pristina | Dữ liệu khí hậu của Pristina | Dữ liệu khí hậu của Pristina | Dữ liệu khí hậu của Pristina | Dữ liệu khí hậu của Pristina | Dữ liệu khí hậu của Pristina |
| Tháng                                                 | 1                            | 2                            | 3                            | 4                            | 5                            | 6                            | 7                            | 8                            | 9                            | 10                           | 11                           | 12                           | Năm                          |
| ----------------------------------------------------- | ---------------------------- | ---------------------------- | ---------------------------- | ---------------------------- | ---------------------------- | ---------------------------- | ---------------------------- | ---------------------------- | ---------------------------- | ---------------------------- | ---------------------------- | ---------------------------- | ---------------------------- |
| Cao kỉ lục °C (°F)                                    | 15.8 (60.4)                  | 20.2 (68.4)                  | 26.0 (78.8)                  | 29.0 (84.2)                  | 32.3 (90.1)                  | 36.3 (97.3)                  | 39.2 (102.6)                 | 36.8 (98.2)                  | 34.4 (93.9)                  | 29.3 (84.7)                  | 22.0 (71.6)                  | 15.6 (60.1)                  | 39.2 (102.6)                 |
| Trung bình ngày tối đa °C (°F)                        | 2.4 (36.3)                   | 5.5 (41.9)                   | 10.5 (50.9)                  | 15.7 (60.3)                  | 20.7 (69.3)                  | 23.9 (75.0)                  | 26.4 (79.5)                  | 26.7 (80.1)                  | 23.1 (73.6)                  | 17.1 (62.8)                  | 10.1 (50.2)                  | 4.1 (39.4)                   | 15.5 (59.9)                  |
| Trung bình ngày °C (°F)                               | −1.3 (29.7)                  | 1.1 (34.0)                   | 5.0 (41.0)                   | 9.9 (49.8)                   | 14.7 (58.5)                  | 17.8 (64.0)                  | 19.7 (67.5)                  | 19.5 (67.1)                  | 15.9 (60.6)                  | 10.6 (51.1)                  | 5.1 (41.2)                   | 0.4 (32.7)                   | 9.8 (49.6)                   |
| Tối thiểu trung bình ngày °C (°F)                     | −4.9 (23.2)                  | −2.8 (27.0)                  | 0.2 (32.4)                   | 4.2 (39.6)                   | 8.5 (47.3)                   | 11.4 (52.5)                  | 12.5 (54.5)                  | 12.3 (54.1)                  | 9.4 (48.9)                   | 5.0 (41.0)                   | 0.9 (33.6)                   | −3.1 (26.4)                  | 4.4 (39.9)                   |
| Thấp kỉ lục °C (°F)                                   | −27.2 (−17.0)                | −24.5 (−12.1)                | −14.2 (6.4)                  | −5.3 (22.5)                  | −1.8 (28.8)                  | 0.5 (32.9)                   | 3.9 (39.0)                   | 4.4 (39.9)                   | −4.0 (24.8)                  | −8.0 (17.6)                  | −17.6 (0.3)                  | −20.6 (−5.1)                 | −27.2 (−17.0)                |
| Lượng Giáng thủy trung bình mm (inches)               | 38.9 (1.53)                  | 36.1 (1.42)                  | 38.8 (1.53)                  | 48.8 (1.92)                  | 68.2 (2.69)                  | 60.3 (2.37)                  | 51.6 (2.03)                  | 44.0 (1.73)                  | 42.1 (1.66)                  | 45.4 (1.79)                  | 68.2 (2.69)                  | 55.5 (2.19)                  | 597.9 (23.54)                |
| Số ngày giáng thủy trung bình (≥ 0.1 mm)              | 13.6                         | 12.3                         | 11.4                         | 12.1                         | 12.8                         | 11.9                         | 8.3                          | 7.9                          | 7.5                          | 8.6                          | 12.3                         | 14.5                         | 133.2                        |
| Độ ẩm tương đối trung bình (%)                        | 83                           | 77                           | 70                           | 65                           | 67                           | 67                           | 63                           | 62                           | 68                           | 74                           | 80                           | 83                           | 71                           |
| Số giờ nắng trung bình tháng                          | 70.8                         | 96.0                         | 143.0                        | 184.0                        | 227.9                        | 246.3                        | 299.3                        | 289.6                        | 225.8                        | 173.5                        | 96.9                         | 70.2                         | 2.123,3                      |
| Nguồn: Republic Hydrometeorological Service of Serbia |                              |                              |                              |                              |                              |                              |                              |                              |                              |                              |                              |                              |                              |

|  |  |

|  |  |
|  |  |